# Ленекса (Канзас)
Ленекса (енгл. Lenexa) град је у америчкој савезној држави Канзас.

## Демографија
По попису из 2010. године број становника је 48.190, што је 7.952 (19,8%) становника више него 2000. године.
| Група             | 2000.          | 2010.          |
| Белци             | 35.217 (87,5%) | 38.837 (80,6%) |
| Афроамериканци    | 1.312 (3,3%)   | 2.809 (5,8%)   |
| Азијати           | 1.459 (3,6%)   | 1.810 (3,8%)   |
| Хиспаноамериканци | 1.598 (4,0%)   | 3.510 (7,3%)   |
| Укупно            | 40.238         | 48.190         |